# Piotr Sadłocha
Piotr Sadłocha (ur. 28 kwietnia 1970 w Sosnowcu) – polski hokeista grający na pozycji napastnika, reprezentant kraju.

## Kariera
Piotr Sadłocha karierę sportową rozpoczął w 1989 roku w Zagłębiu Sosnowiec, z którym w sezonie 1989/1990 zdobył 3. miejsce w ekstraklasie. Następnie w sezonie 1990/1991 reprezentował barwy BTH Bydgoszcz.
Następnie został zawodnikiem Unii Oświęcim, z którym w sezonie 1991/1992, zdobył z klubem pierwsze w historii klubu mistrzostwo Polski po wygranej rywalizacji w finale 3:2 (6:4, 4:7, 4:3, 2:3, 7:1) z Naprzodem Janów. Potem z klubem czterokrotnie z rzędu został wicemistrzem Polski (1993–1996), za każdym razem przegrywając w finale z Podhalem Nowy Targ. Potem wraz z klubowym kolegą, Dariuszem Płatkiem przeniósł się do występującego w 2. lidze czeskiej HC Orłowa, jednak po sezonie 1996/1997 wrócił do Unii Oświęcim. W sezonie 1997/1998, po wygranej rywalizacji w finale 4:2 (2:7, 7:3, 4:2, 1:4, 3:2, 1:0) z Podhalem Nowy Targ zdobył mistrzostwo Polski, przerywając tym samym 5-letnią passę drużyny Szarotek. W sezonie 1998/1999 obronił z klubem tytuł po wygranej 4:0 (6:1, 4:1, 5:4 p.d., 8:0) w finale z KTH Krynicą.
Po tym sukcesie wrócił do Zagłębia Sosnowiec, w którym w trakcie sezonu 2001/2002, z powodów finansowych zmuszony był zakończyć karierę sportową i za namową swojego brata Rafała, wyemigrował do Stanów Zjednoczonych i osiadł się w Schiller Park, niedaleko Chicago, gdzie zaczął pracować na budowie.

## Kariera reprezentacyjna
Piotr Sadłocha w latach 1989–1990 występował w barwach reprezentacji Polski U-20 na mistrzostwach świata U-20 1990 w Helsinkach, na których Biało-Czerwoni zajęli ostatnie, 8. miejsce i tym samym spadła do Grupy B mistrzostwach świata U-20 1991.
Natomiast w 1998 roku w seniorskiej reprezentacji Polski pod wodzą selekcjonera Jana Eysselta rozegrał 13 meczów, w których zdobył 1 gola. Debiut zaliczył 7 lutego 1998 roku na Stadionie Zimowym w Sosnowcu w przegranym 3:6 meczu towarzyskim z reprezentacją Kanady, natomiast jedynego gola w drużynie Biało-Czerwonych zdobył 22 kwietnia 1998 roku w wygranym 5:4 meczu z reprezentacją Holandii w ramach mistrzostw świata 1998 w Lublanie, podczas których, 24 kwietnia 1998 roku w Jesenicach rozegrał swój ostatni mecz, z reprezentacją Norwegii (2:6). Łącznie w turnieju rozegrał 7 meczów oraz zdobył 2 punkty (1 gol, 1 asysta), a także spędził 4 minuty na ławce kar.

## Sukcesy
Zagłębie Sosnowiec
- 3. miejsce w ekstraklasie: 1990

Unia Oświęcim
- Mistrzostwo Polski: 1992, 1998, 1999
- Wicemistrzostwo Polski: 1993, 1994, 1995, 1996

## Życie prywatne
Piotr Sadłocha ma żonę Marzenę oraz dwóch synów: Krystiana i Kamila (ur. 1999), który również jest hokeistą.